# 中村久美
中村 久美（なかむら くみ、1961年〈昭和36年〉5月30日 - ）は、日本の女優。東京都出身。身長168cm。血液型はB型。特技はピアノ・日本舞踊・薩摩琵琶・和裁。トリプルエー所属。

## 来歴・人物
幼少期は千葉県松戸市にも居住した。高校生時代に才賀明主宰の養成所に通い、『草燃える』でデビュー。ピアノを3歳から習い、小学生の時からはクラシックバレエも習っていた。この他、日舞、茶道、三味線、琴も習っていたといい、ピアノはドラマ内でも披露している（『おみやさん』）。20歳代の頃は『GORO』や『写楽』などでヌードを発表した。
両親はともに長野県千曲市出身。1984年に小林薫と結婚したが、1995年に離婚。

## 受賞歴
2023年
- 第45回ヨコハマ映画祭 助演女優賞（『高野豆腐店の春』『アンダーカレント』）
- 第19回おおさかシネマフェスティバル 助演女優賞（『高野豆腐店の春』）

## 出演

### テレビドラマ

#### NHK
- 大河ドラマ
  - 草燃える（1979年） - 北条栄子 役
  - 八重の桜（2013年） - 中野こう 役
- 修羅の旅して（1979年10月28日） - まゆき
- 土曜ドラマ
  - 離婚（1980年） - 洋子
- ドラマ人間模様（NHK）
  - 夢千代日記（1981年） - 小夢 役
  - 続 夢千代日記（1982年）
  - 新 夢千代日記（1984年）
  - 極楽への招待（1987年）
- 真田太平記（1985年） - 於利世 役
- 銀河テレビ小説
  - 青春戯画集[注釈 1]（1981年） - 勝子 役
  - 愛の短編ドラマシリーズ 町裏の聖者（1986年）
  - 独身送別会（1988年）
- 金曜時代劇
  - 物書同心いねむり紋蔵（1998年）
  - しくじり鏡三郎（1999年）
  - 御宿かわせみ（2003年） - お町 役
- 御宿かわせみ 第2シリーズ 第9話「幼なじみ」（1982年） - お糸 役
- 国際共同制作ドラマ／山田が街にやって来た（1993年）
- まばたきの海に 美少女葵・心の旅（1994年） - 海野緑 役
- 僕はあした十八になる（2001年11月23日）
- トップセールス（2008年） - 小山田夫人 役
- 七瀬ふたたび（2008年） - 田中静子 役
- 連続テレビ小説
  - おひさま（2011年） - 相馬春代 役
  - とと姉ちゃん（2016年） - 中田登志子 役
- 負けて、勝つ 〜戦後を創った男・吉田茂〜（2012年） - 広田静子 役
- 鴨川食堂（2016年） - 伊達幸子 役

#### 日本テレビ
- 木曜ゴールデンドラマ（YTV）
  - 霊感少女 愛と超能力に生きた青春（1980年）
  - 新・哀しみは女だけに（1981年）
  - 空中ぶらんこ（1981年）
  - わが娘の哀しみが聞こえる（1985年）
  - 夢のあとさき（1985年）
  - 明日をください（1987年）
  - 愛が見えるとき（1987年）
- 火曜サスペンス劇場（NTV）
  - 私が死にたかった 保険金替え玉殺人（1982年）
  - 回遊海路 〜北九州病院長バラバラ殺人事件〜（1984年、FBS）
  - 断罪（1985年）
  - 結婚（1986年）
  - 原子炉の蟹 死体に残された紙片の謎（1987年）
  - 六月の花嫁（3） 仮想結婚 見知らぬ人からバラの花束（1995年）
  - 京都北陸殺人街道・加賀金沢 夫婦の絆と破局（1995年）
  - 年末特別SPECIAL　深夜高速バス 東京－博多、女の夢と明日を砕くバスジャック（1995年）
  - 警部補 佃次郎7（1999年） - 西尾雅子 役
  - 松本清張スペシャル・一年半待て 能登キリコ祭の夜 夫の暴力に泣く女が恋人の求愛に答へた苦悩の選択（2002年1月15日） - 脇田君香 役
- 右門捕物帖 第12話「江戸から消えた女」（1983年、NTV） - 奈津 役
- 土曜グランド劇場／結婚物語（1987年、NTV）
- 水曜グランドロマン／男と女のエアポート（1990年、NTV）
- 一番大切な人は誰ですか?（2004年） - 園川美貴子 役
- ブルドクター（2011年） - 紺野佐江子 役
- Piece（2012年） - 折口はるかの母 役
- 五つ星ツーリスト〜最高の旅、ご案内します!!〜（2015年、YTV） - 須川律子 役
- 初恋の悪魔（2022年） - 馬淵瑞江 役

#### TBS
- おゆう（1983年、TBS） - はつ 役
- 時間ですよふたたび（1987年） - かつらぎ 役
- 土曜ドラマスペシャル／神の汚れた手（1988年、TBS）
- ドラマスペシャル／浮気は85パーセント（1989年、TBS）
- ドラマチック22／泥だらけの純情 出会った! 燃えた! 二人は走った! そして…（1991年、TBS）
- 金曜ドラマ／ずっとあなたが好きだった（1992年、TBS） - 北野知子 役
- LOVE AND LIE　義務と演技（1996年、TBS）
- いい女（2006年） - 川島若葉 役
- 月曜ミステリー劇場（TBS）
  - 探偵 左文字進3 空巣と殺人 検事の元妻殺害現場を目撃してしまった夫（2001年）
  - 「弁護士高見沢響子7」（2005年） - 杉下正子 役
  - 「ざこ検事 潮貞志の事件簿3」（2005年） - 安藤香苗 役
- 月曜ゴールデン
  - 「ご近所探偵・五月野さつき1」（2007年） - 後藤美樹 役
  - 「女取調官1」（2011年） - 小田垣久子 役
- 記憶の海（2010年、TBS）
- レジデント〜5人の研修医（2012年） - 赤城敬子 役
- コウノドリ（2017年） - 中川澄江 役

#### フジテレビ
- ロボット8ちゃん（1982年、CX）
- 金曜劇場／真夜中の匂い（1984年、CX）
- 乾いて候（1984年、CX）
- 金曜女のドラマスペシャル（CX）
  - 消しゴムお亜季（1） あなたの過去消してあげます（1985年8月23日）
  - 京都紫野殺人事件（1986年9月4日）
  - 「雪の朝に」（1987年） - 矢木香織 役
- 新春ミステリースペシャル／花迷宮（1） －昭和異人館の女たち－（1990年、CX）
- 怪談 KWAIDAN 「耳なし芳一」（1992年） - 二位の尼 役/お志津 役
- La cuisine　第6話「すきやき」（1992年、CX）
- 素晴らしきかな人生（1993年、CX） - 筧志津子 役
- ハートにS　第10回「ダイレクトコンタクト」（1995年、CX）
- ひとつ屋根の下　第2シリーズ（1997年、CX） - 寺田良美 役
- 鬼平犯科帳 第7シリーズ 第9話「寒月六間堀」（1997年） - おとせ 役
- 金曜エンタテイメント（CX）
  - 「鍵師5」（1997年） - 由里翔子 役
  - 安岡課長の殺人会議 リストラまで30日 超弱気課長の人生最大ピンチ!!（1999年）
- 火曜時代劇／御家人斬九郎 第5シリーズ 第10話「最後の死闘」（2002年、CX）
- 真実一路（2003年） - 松崎（井上）千代 役
- ミラー・ツインズ（2019年） - 葛城春江 役
- 世にも奇妙な物語
  - 「未来同窓会」（2007年） - 金澤由加里 役
- 金曜プレステージ 「気象予報士・大沢富士子の事件ファイル」（2007年）

#### テレビ朝日
- 特捜最前線 第140話「ハナコ・少女売春の街!」（1979年、ANB）
- ザ・ハングマン 第26話「コンピューター死刑執行人登場」（1981年、ABC） - 浅川陽子 役
- 土曜ワイド劇場（ANB→EX）
  - 嫉妬 東京、土・日妻vs仙台、月～金妻・涼しい名前の女（1986年）
  - 遠眼鏡の中の女 日本海疑惑の旅、エアロビクスにしかけられた罠（1990年）
  - 湖畔の別荘、殺しのパズル 3つの死体に3つのトリック!（1994年）
  - こちら禅寺探偵局2（1996年） - 長沼絵里 役
  - 法医 歯科学の女（2） 網走、オホーツク海… 流氷が運んだ白骨死体の謎! 愛と憎しみの殺人迷路（1997年）
  - 新・赤かぶ検事奮戦記（7） 氷見線雨晴海岸から消えた女 カタツムリが見た飛騨9億円遺産相続殺人（1998年、ABC）
  - 温泉若おかみの殺人推理15（2005年） - 野上温子 役
- 月曜ドラマ・イン／東京大学物語（1994年、ANB）
- ウィークエンドドラマ／なっちゃん家　Sweet Horror Memories　第7話「なっちゃん家の鏡」（1998年、ANB）
- 京都迷宮案内（2002年） - 沢田志麻子 役
- おみやさん（2004年） - 丸目里香子 役
- 科捜研の女（2006年） - 名越昌代 役
- 新・京都迷宮案内（2008年） - 柏木加寿子 役
- 警視庁失踪人捜査課（2010年） - 名村可南子 役
- 和田家の男たち第1話（2021年） - 和田美穂子 役

#### テレビ東京
- 刑事追う!　第11話「目撃証言」（1996年、TX）
- 女と愛とミステリー／藤田宜永サスペンス 異端の夏～誘拐事件発生! 子供の命は救えるか?（2003年、BSジャパン）
- スターライト（2005年、TX）
- 死化粧師 エンバーマー間宮心十郎 第3話（2007年、TX） - 白川澄子 役

#### BS-TBS
- 柔らかな頬（2001年、BS-i） - 石山典子 役
- JUDGE CAFE（2001年、BS-i）
- 女学生の友（2001年、BS-i） - 恩田佑子 役
- 草之丞の話（2002年、BS-i）

#### WOWOW
- 交渉人（2003年、WOWOW ドラマW） - 石田響子 役
- 恋せども、愛せども（2007年、WOWOW ドラマW）
- Go Ape ゴー・エイプ（2009年、WOWOW ドラマW） - 萩原綾子 役
- LINK（2013年、WOWOW 連続ドラマW）

#### 関西テレビ放送
- 旅がらす事件帖 第5話「お助け米のお通りだぁ」（1980年、KTV）
- 現代怪奇サスペンス／狙われたジョギング 死を誘う謎のT字路（1986年、KTV）
- DRAMADOS／完璧な子供のつくり方（1991年、KTV）
- 学校の怪談 春のたたりスペシャル／先生、僕が見えますか（1999年3月30日、KTV）

#### その他
- 木曜座／逢いたくて（1980年、MBS）
- ダムド・ファイル 第26話「着物 東区」（2004年、NBN） - 奈美江（主演）
- 六月のさくら（2004年8月28日、HTB） - 舘崎しのぶ 役
- Xmasの奇蹟（2009年、THK） - 林田江利子 役

### その他のテレビ番組
- クイズ面白ゼミナール（1985年、NHK）
- 連想ゲーム（1986年、NHK）
- 一枚の写真（1986年、CX）

### 映画
- 蜜月（1984年） - 星みつ子 役
- アギ・鬼神の怒り（1984年） - 太郎の妻
- 瀬戸内少年野球団 青春篇 最後の楽園（1987年） - ミッキー・マッキー（三木牧子） 役
- 永遠の1/2（1987年）
- cfガール（1989年） - 門倉洋子 役
- いつか どこかで（1992年、監督：小田和正） - 真奈美
- 斬り込み（1995年） - 藤川夕子 役
- Love Letter（1995年、監督：岩井俊二） - 浜口先生 役
- 南京の基督（1995年）
- 月とキャベツ（1996年、監督：篠原哲雄） - 森崎
- 難波金融伝・ミナミの帝王 劇場版 partX「待つ女」（1997年）
- 夏時間の大人たち（1997年、監督：中島 哲也）
- 2/デュオ（1997年）
- OL忠臣蔵（1997年） - 大石亮子 役
- 蜘蛛の瞳（1998年、監督：黒沢清） - 新島紀子 役
- Felice...Felice...（1998年、オランダ映画、監督：Peter Delpeut） - お菊（O-kiku） 役
- キリコの風景（1998年）
- Beautiful Sunday（1998年、監督：中島 哲也） - 根津亜矢子 役
- Danger de mort ＜ダンジェ＞（1999年）
- どこまでもいこう（1999年） - 野村俊の母 役
- はつ恋（2000年）
- DRIVE（2001年、監督：SABU）
- カノン（2001年） - 小田嶋美佐子 役
- 害虫（2002年）
- 模倣犯（2002年） - 古川真智子 役
- 月に沈む（2002年、監督：行定勲） - 空蝉 役
- 交渉人（2003年） - 石田響子 役
- 欲望（2005年） - 水野初枝（家政婦） 役
- 地下鉄に乗って（2006年） - 長谷部夫人 役
- うた魂♪（2008年） - 荻野あゆみ（かすみの母） 役
- 戦慄迷宮3D THE SHOCK LABYRINTH（2009年） - 遠山由紀（ユキ）・遠山美由（ミユ）の母 役
- 半分の月がのぼる空（2010年） - 里香の母 役
- 白夜行（2011年） - 唐沢礼子 役
- 終の信託（2012年） - 江木陽子 役
- 半径3キロの世界（2013年、監督：菊池清嗣）
- 飛べ!ダコタ（2013年） - 木村とよ 役
- もらとりあむタマ子（2013年） - 坂井よし子 役
- 海を感じる時（2014年） - 恵美子の母 役
- 舞妓はレディ（2014年） - 原田千代美 役
- 風に立つライオン（2015年） - 秋島清美 役
- プリンシパル〜恋する私はヒロインですか?〜（2018年） - 館林琴 役[4]
- ダンスウィズミー（2019年）- 静香の母 役
- his（2020年） - 野田文子 役
- 窮鼠はチーズの夢を見る（2020年） - たまきの母 役
- 吟ずる者たち（2021年） - 永峰和子 役
- 猫は逃げた（2022年）[5]
- 高野豆腐店の春（2023年） - 中野ふみえ 役[6]
- アンダーカレント（2023年） - 木島敏江 役[7]
- ゴールド・ボーイ（2024年） - 東佐江 役

### オリジナルビデオ
- 闇金の帝王 銀と金（1993年）
- 双頭の悪魔 真犯人は誰だ（1995年）

### 舞台
- たしあたま（1998年9月4日～9月15日、本多劇場、作・構成・演出：竹内銃一郎）

### 声優
- エデンの園 （1980年／1982年.NTV放映） - レオノーラ・ファニ

### その他
- 桜の木になろう （AKB48） - PV出演（松井珠理奈の母親役）

### CM
- ニッカウヰスキー（1979年） - 草刈正雄と共演[注釈 2]
- トヨタ「カリーナ」（1996年） - 役所広司と共演
- マスターカード「priceless：25年目のバイク」篇（2005年） - 北見敏之と共演
- 明治製菓 Sweet Life「アルバム」篇（2007年） - 寺島咲と共演
- 大日本住友製薬（2009年） - 塩見三省と共演

## 音楽
※　すべて日本コロムビアより発売

### シングル
- 帰っておいでよ（作詞：竜真知子、作曲・編曲：丹羽正樹）／気まぐれ（作詞：竜真知子、作曲・編曲：菊池文子）（1980年11月1日、AK-745-N）

### アルバム
| 1980年11月 | AF-7011-N | LP             | 飛行少女 \| 面 \| No. \| タイトル \| 時間 \| 作詞 \| 作曲 \| 編曲 \| \| -- \| --- \| -------------- \| ---- \| ---------- \| -------- \| -------- \| \| A \| 1 \| 南風の頃 \| 5:49 \| 竜真知子 \| 菊池文子 \| 菊池文子 \| \| A \| 2 \| 気まぐれ \| 2:59 \| 竜真知子 \| 菊池文子 \| 菊池文子 \| \| A \| 3 \| Morning Sky \| 3:57 \| 竜真知子 \| 菊池文子 \| 菊池文子 \| \| A \| 4 \| 帰っておいでよ \| 3:59 \| 竜真知子 \| 丹羽正樹 \| 丹羽正樹 \| \| A \| 5 \| 屋根の上で \| 3:25 \| 竜真知子 \| 菊池文子 \| 菊池文子 \| \| B \| 1 \| Love Song \| 3:5 \| 篠塚満由美 \| 小林南 \| 小林南 \| \| B \| 2 \| Air Pocket \| 3:7 \| 篠塚満由美 \| 小林南 \| 小林南 \| \| B \| 3 \| Night Flight \| 3:40 \| 麻木かおる \| 小林南 \| 小林南 \| \| B \| 4 \| Spot Light \| 3:22 \| 篠塚満由美 \| 小林南 \| 小林南 \| \| B \| 5 \| Feel My Heart \| 4:28 \| 麻木かおる \| 小林南 \| 小林南 \| |            |          |          |
| 面         | No.       | タイトル       | 時間 | 作詞       | 作曲     | 編曲     |
| A          | 1         | 南風の頃       | 5:49 | 竜真知子   | 菊池文子 | 菊池文子 |
| A          | 2         | 気まぐれ       | 2:59 | 竜真知子   | 菊池文子 | 菊池文子 |
| A          | 3         | Morning Sky    | 3:57 | 竜真知子   | 菊池文子 | 菊池文子 |
| A          | 4         | 帰っておいでよ | 3:59 | 竜真知子   | 丹羽正樹 | 丹羽正樹 |
| A          | 5         | 屋根の上で     | 3:25 | 竜真知子   | 菊池文子 | 菊池文子 |
| B          | 1         | Love Song      | 3:5 | 篠塚満由美 | 小林南   | 小林南   |
| B          | 2         | Air Pocket     | 3:7 | 篠塚満由美 | 小林南   | 小林南   |
| B          | 3         | Night Flight   | 3:40 | 麻木かおる | 小林南   | 小林南   |
| B          | 4         | Spot Light     | 3:22 | 篠塚満由美 | 小林南   | 小林南   |
| B          | 5         | Feel My Heart  | 4:28 | 麻木かおる | 小林南   | 小林南   |

## 写真集
- 激写文庫 山口百恵の時代から（1986年、小学館、撮影:篠山紀信） ISBN 978-4093947527